# Konstruktivistisches Kommunikationsmodell
Der Konstruktivistische Kommunikationsansatz ist ein Kommunikationsmodell, welches sich aus der Erkenntnistheorie des Konstruktivismus ableitet. Kommunikator und Beobachter (Sender und Empfänger) sind dabei nicht Beteiligte am selben Vorgang.

## Beschreibung
Der Konstruktivistische Kommunikationsansatz geht nicht von einer direkten Bedeutungsübertragung aus, d. h., erstmals gibt es keinen direkten Kanal mehr zwischen Kommunikator und Rezipient (bzw. zunächst Beobachter).
Der Gesamtprozess der Kommunikation zerfällt dabei in zwei Prozesseinheiten:
- Das Handeln von Kommunikatoren
- Das Handeln von Beobachtern (Lesern, Zuhörern, Zuschauern, Benutzern, Perzipienten, Rezipienten)

Kommunikator und Beobachter sind nach diesem Modell nicht mehr an demselben Vorgang beteiligt. Sie sind vielmehr Akteure, die – unter Zugrundelegung eigener Vorannahmen (Erfahrungswissen etc.) – bezogen auf den Anderen handeln.
Der Prozess läuft wie folgt ab: Kommunikatoren machen spezifische Angebote:
Sie produzieren Kommunikatbasen (Bild, Schrift, Sprache), die sie mit Kommunikateigenschaften (thematischer, stilistischer, referentieller etc. Art = Inhalt) ausstatten.
Beides zusammen (Struktur und Inhalt) ergibt ein Kommunikat.
Ob und in welcher Weise diese Angebote von anderen wahrgenommen und verarbeitet werden, ist unklar (z. B.: Eine Bitte löst nicht unbedingt die erwünschte Handlung aus.)
Primär geht es zunächst darum, die Umwelt des Rezipienten so zu verändern, dass dieser zu einem Handeln angeregt wird, das als Antwort auf die kommunikativen Angebote des Kommunikators interpretiert werden kann.
Gefordert wird (aus Sicht des Kommunikators in Bezug auf Adressaten): Aufmerksamkeit, genauer: eine aktive Kopplung (Hinwenden, Hinschauen, Hinhören). Ob Beobachter zu Rezipienten werden (also den Gegenstand der Beobachtung verarbeiten/vertiefen), hängt ab von:
- Attraktivität des Angebotes,
- involvierten Faktoren,
- sozialen Erfahrungen,
- Wissensstrukturen.

Wenn diese Faktoren zutreffen, entsteht eine kommunikative Handlung; der Beobachter wird zum Rezipienten des Kommunikationsangebotes des Kommunikators. Je häufiger kommuniziert wird und je mehr Konventionen eingehalten werden, desto wahrscheinlicher wird der Kommunikationsprozess (durch strukturelle Kopplung).
Ernst von Glasersfeld beschreibt das mit Bezug auf den Radikalen Konstruktivismus etwas anders: Es ist nicht möglich, durch Kommunikation Wissen direkt zu übertragen. Wenn A etwas sagt und dabei Begriffe benutzt, hört B zwar das was A sagt, aber verbindet es mit seinen eigenen Konstruktionen. Daher ist das, was in A und B vorhanden ist, jeweils subjektiv, bestenfalls miteinander kompatibel (wenn es um Wissen geht, welches A und B jeweils für sich erfolgreich benutzen). Es besteht keine Möglichkeit, zu überprüfen, ob die Konstruktionen von A und B übereinstimmen, identisch sind oder nicht.
B baut bei ihm unbekannten Begriffen selbst ein Begriffssystem auf, was dem von A möglichst wenig widerspricht, möglichst kompatibel ist zu dem, was A gesagt hat. Widersprüche werden erst sichtbar, wenn beide mit diesem so 'übertragenen' Wissen zusammen an einer Aufgabe arbeiten. Werden diese Widersprüche ausgeräumt, wird Wissen 'intersubjektiv' (Wissen, was auch von anderen erfolgreich benutzt wird). Dadurch wird es aber nicht wahrer oder gar objektiv.
Beispiel: Sagt A 'Stein', so gibt es in seinem Wissen alles Mögliche über Steine. Eben seine Konstruktionen, seine Erfahrungen mit Steinen, das woran er denkt, wenn er 'Stein' für sich re-präsentiert (bei v. Glasersfeld bewusst mit Bindestrich). B hat aber auch sein Wissen über Steine, mit dem er seine Erfahrungen zum Begriff Stein(e) verbindet. A ruft nun über die Sprache in B dessen Re-Präsentation über Steine auf. So können beide auf Grund ihrer jeweils individuellen (subjektiven) Erfahrung über den Stein/Steine reden. Wenn sie feststellen, dass sie beide die Erfahrung gemacht haben, dass Steine hart sind, dann wird dieses Wissen 'Steine sind hart' intersubjektiv.

## Hintergrund Konstruktivismus
Die konstruktivistische Sichtweise in der Kommunikationswissenschaft ist eng mit Ernst von Glasersfeld und dem Bio-Epistemologen Humberto Maturana verbunden.
Grundlage dieser Theorien ist die Annahme, dass Menschen durch Leistungen ihres eigenen subjektiven Bewusstseins Vorstellungen konstruieren.
Es gibt also nach der Vorstellung des radikalen Konstruktivismus keine allgemeingültige, objektive Wirklichkeit, sondern immer nur eine subjektive Wahrnehmung, die von unterschiedlichen internen Faktoren geprägt ist.
Dies bedeutet für die Kommunikation, dass Information nicht mehr als Informationspaket von A nach B definiert wird (wie beispielsweise im informationstechnischen Kommunikationsmodell (Sender-Empfänger-Modell) von Claude Elwood Shannon und Warren Weaver oder im weiteren Sinne auch im Feldmodell der Massenkommunikation nach Gerhard Maletzke), sondern dass sie vom Zuhörer nach internen Regeln, biologischen Konditionierungen und kulturellen Einbettungen erst erzeugt wird.
Ausführlicheres unter dem Stichwort Radikaler Konstruktivismus. Zwei sehr bekannte Vertreter eines radikalen konstruktivistischen Kommunikationsmodells sind Paul Watzlawick und Friedemann Schulz von Thun.